# 地球は壊滅する
地球は壊滅する（ちきゅうはかいめつする、英: Crack in the World）は、1965年に公開されたアメリカ合衆国のSF映画。
この映画はスペインで撮影された。パラマウント・ピクチャーズにより2月24日に公開された。

## あらすじ
地下のマグマの地熱エネルギーを開放するために、地球の地殻に核ミサイルの発射を科学者が計画する。しかし、地球を真っ二つに切断する恐れのある大変動の破壊を誤って解き放ってしまう。

## キャスト
| 役名         | 俳優                     | 日本語吹替                                                                          |
| 役名         | 俳優                     | 東京12ch版                                                                          |
| ------------ | ------------------------ | ----------------------------------------------------------------------------------- |
| スティーブ   | ダナ・アンドリュース     | 川久保潔                                                                            |
| マギー       | ジャネット・スコット     | 鈴木弘子                                                                            |
| テッド       | キーロン・ムーア         | 伊武雅之                                                                            |
| チャールス卿 | アレクサンダー・ノックス | 吉沢久嘉                                                                            |
| ジョン       | ピーター・デイモン       | 嶋俊介                                                                              |
| 不明 その他  |                          | 岸野一彦 加藤正之 巴菁子 若本紀昭 千葉繁 神保なおみ 叶年央 宮下勝 豊田真治 西村知道 |
| 演出         | 演出                     | 佐藤敏夫                                                                            |
| 翻訳         | 翻訳                     | 木原たけし                                                                          |
| 効果         | 効果                     | 蘆田公雄/野口仁                                                                     |
| 調整         |                          |                                                                                     |
| 制作         | 制作                     | 東北新社                                                                            |
| 解説         | 解説                     | 倉益琢真                                                                            |
| 初回放送     | 初回放送                 | 1978年6月29日 『木曜洋画劇場』                                                      |